# ترور مارسیکانو
ترور مارسیکانو (انگلیسی: Trevor Marsicano؛ زادهٔ ۵ آوریل ۱۹۸۹) اسکیت‌باز سرعت اهل ایالات متحده آمریکا است.